# Rafael Buzacarini
Rafael Augusto Buzacarini, (* 6. října 1991 v Barra Bonita, Brazílie) je brazilský zápasník–judista. Na mezinárodní scéně se objevuje od roku 2013. Je milovníkem nestandardního obousměrného úchopu. Své technické nedostatky však dohání na polotěžkou váhu velkou dynamikou pohybu, kdy neustále nastupuje do chvatů. Připravuje se v São Paulu pod vedením Luize Shinohary. V roce 2016 si vybojoval nominaci ke startu na domácích olympijských hrách v Riu na úkor veterána Luciana Corrêi. Po úvodní výhře nad judistou z Uruguaye nestačil v dalším kole na Japonce Rjúnosukeho Hagu a skončil bez umístění.